# Robert Ghormley Parr
Ne doit pas être confondu avec Robert L. Ghormley.
Pour les articles homonymes, voir Parr.
Robert Ghormley Parr, né le 22 septembre 1921 à Chicago et mort le 27 mars 2017 à Chapel Hill, est un chimiste théoricien, professeur de chimie à l'université de Caroline du Nord à Chapel Hill.

## Parcours universitaire
Robert Parr obtint un bachelor of arts magna cum laude de l'université Brown en 1942, puis entra à l'université du Minnesota, où il reçut un doctorat en chimie physique en 1947. Il intégra le corps enseignant de la faculté dès l'obtention de son doctorat et y resta une année. En 1948, il intégra le Carnegie Institute of Technology (aujourd'hui université Carnegie-Mellon) à Pittsburgh, où il obtint un poste de professeur titulaire (full professor) en 1957. En 1962, il intégra l'Université Johns-Hopkins de Baltimore, puis en 1974 l'université de Caroline du Nord à Chapel Hill où il reçut une dotation de chaire professorale en 1990 et où il enseigne aujourd'hui.

## Recherche
Robert Parr développa avec Rudolph Pariser, chimiste chez DuPont, une méthode de calcul d'orbitales moléculaires approchées pour les systèmes à électrons π publiée en 1963. Comme une méthode identique fut proposée par John Pople la même année, elle est généralement désignée sous le nom de méthode Pariser-Parr-Pople (ou encore méthode PPP). La méthode PPP différait de l'approche de chimie structurale existante, basée sur le principe de recouvrement maximum, en proposant le concept d'approximation du recouvrement différentiel nul.
En 1978, Robert Parr réalisa que la théorie de la fonctionnelle de la densité (DFT) serait extrêmement utile dans des calculs quantitatifs sur les systèmes chimiques et biologiques, et particulièrement sur ceux possédant une masse molaire élevée. En 1988, avec Weitao Yang (en) et Chengreh Lee, il proposa une méthode DFT améliorée pouvant approcher les énergies de corrélations des systèmes. La théorie de la fonctionnelle LYP est le sujet de l'un des articles les plus cités dans la littérature chimique.
En 1963, Robert Parr publia Quantum Theory of Molecular Electronic Structure, l'un des premiers livres consacré à l'application de la théorie quantique aux systèmes.
En 1989, Robert coécrit avec Weitao Yang le livre Density Functional Theory of Atoms and Molecules, qui est considéré comme l'un des livres de base sur la DFT.

## Prix et distinctions

### Appartenance à des sociétés savantes
- Membre fondateur (en 1967) de l'Académie internationale des sciences moléculaires quantiques.
- Membre de l'Académie nationale des sciences des États-Unis.
- Membre de l'Académie américaine des arts et des sciences.
- Membre de l'Indian National Science Academy (en).

### Récompenses
- Lauréat en 1994 du prix Irving-Langmuir en physico-chimie.
- Lauréat en 1999 du North Carolina Award pour la science, avec Knut Schmidt-Nielsen.
- Lauréat en 2004 du prix de l'United States National Academy of Sciences en Sciences chimiques.
- Lauréat en 2009 du Prix de l'American Chemical Society en chimie théorique.
- Docteur honoris causa de la Katholieke Universiteit Leuven et de l'université Jagellonne de Cracovie[2].